# Olha Puhovska
Olha Puhovska, född den 1 november 1942 i Orenburg i Ryssland, är en sovjetisk roddare.
Hon tog OS-silver i åtta med styrman i samband med de olympiska roddtävlingarna 1976 i Montréal.